# Chinezen in Peru
Er wonen zo'n 1,3 miljoen Chinezen in Peru. De meesten van hen zijn daar geboren en worden tusán genoemd. Dat is een leenwoord afkomstig van 土生 (pinyin: tǔ shēng, jyutping: tou2 saang1), wat letterlijk autochtoon betekent. Als men alle Peruanen met Chinees bloed telt, vormen zij zo'n groep van 4,2 miljoen mensen. Dat is vijftien procent van de Peruaanse bevolking.
Tegenwoordig spreken de meeste Chinese Peruanen behalve Chinese dialecten ook Spaans, Quechua en Engels.
In Lima wonen de meeste Chinezen en daar is een Chinese buurt die Lima Chinatown wordt genoemd.

## Geschiedenis
De eerste Chinezen die naar Peru gingen, kwamen uit Macau. Zij maakten in de 19e eeuw een zeereis van vier maanden om in Peru te gaan werken als contractarbeider. Vele andere arbeiders kwamen uit de provincie Guangdong. Van 1849 tot 1874 kwamen honderdduizenden Chinezen naar Peru om te werken op de suikerrietplantages, als vervanging voor de slaven uit Afrika.
De tweede grote stroom van Chinezen naar het land kwam er ten tijde van de Chinese Republiek.
In de jaren 60, 70 en late jaren 90 van de 20e eeuw kwamen vele Chinese Maleisiërs en Chinese Indonesiërs naar Peru; ze waren gevlucht voor de anti-Chinese rellen in de landen waar ze vandaan kwamen. Toen de onafhankelijkheid van Brits Hongkong en Portugees Macau naderde, kwamen honderden rijkelui naar Peru, omdat ze bang waren voor de overhandiging van de twee gebieden aan de Chinese communisten in 1997 en 1999 en dat daarmee hun rijkdom in gevaar zou komen.